# Scotopteryx violacearia
Scotopteryx violacearia är en fjärilsart som beskrevs av Lambert-Joseph-Louis Lambillion 1903. Scotopteryx violacearia ingår i släktet backmätare, och familjen mätare. Inga underarter finns listade.